# Пам'ятник Тарасові Шевченку (Тернопіль)
Пам'ятник Тарасові Шевченку в Тернополі — пам'ятник українському поетові Тарасові Григоровичу Шевченку в Тернополі. Пам'ятник розташований у сквері ліворуч від Тернопільського академічного обласного драматичного театру, який, як і сквер, теж має ім'я Кобзаря.

## Пам'ятка

Пам'ятник зблизька

Пам'ятка монументального мистецтва, охоронний номер 33.

## Автори
Автор пам'ятника (1982) — скульптор Микола Невеселий, архітектурну прив'язку виконав тодішній головний архітектор Тернополя Станіслав Калашник.

## Опис
Пам'ятник являє собою бронзову сидячу фігуру Тараса Шевченка, встановлену на двоступінчастому гранітному постаменті сірого кольору. Висота скульптури — 2,8 м, постамента — 1,2 м.
Трактування постаті Шевченка виконано загалом у традиційному руслі. Автори пам'ятника зуміли передати портретні риси сильної духом людини. Вже немолодого поета зображено у хвилину задуми, його плечі похилені, голову трохи розвернуто праворуч, руки складені на правому коліні.

## З історії пам'ятника
Сучасний пам'ятник Тарасові Шевченку в Тернополі — не перший Кобзареві в місті. Раніше, від 1953 року (або 1952), в Тернополі стояв пам'ятник Шевченку в міському парку (приблизно на місці сучасного пам'ятника Бандері). Він був із нетривкого матеріалу і не мав мистецької цінності. Через реконструкцію парку в 1970-х роках знесений.
У березневі дні 1982 року, коли проводилось Всесоюзне шевченківське літературно-мистецьке свято «В сім'ї вольній, новій», у сквері біля театру урочисто відкрито новий пам'ятник Тарасові Шевченку. Хоча за задумом він нібито мав бути як скульптура для вестибуля новозбудованого Палацу культури «Октябрь» (нині «Березіль»), щоб уникнути довготривалих погоджень у партійних кабінетах.
Навпроти пам'ятника розташована Тернопільська ЗОШ № 3. Існує традиція покладання квітів випускниками цієї школи кожного першого вересня.